# Middelhavsklima
Middelhavsklima er en populær betegnelse for klimaet (i landene omkring Middelhavet) som er kendetegnet ved varme, tørre somre og milde vintre. Klimaet kaldes i geografiens terminologi subtropisk.
Typiske middeltemperaturer i middelhavsklimaet om sommeren er 20-30 °C og om vinteren omkring 10 °C.